# Dvanáct apoštolů (skupina skal)
Dvanáct apoštolů se nazývá skupina osmi vápencových skal na jihovýchodním pobřeží Austrálie. Skalní formace je součástí národního parku Port Campbell v australském státě Victoria. Tato přírodní památka je velmi navštěvovanou turistickou atrakcí i proto, že leží přímo na Velké oceánské dálnici.

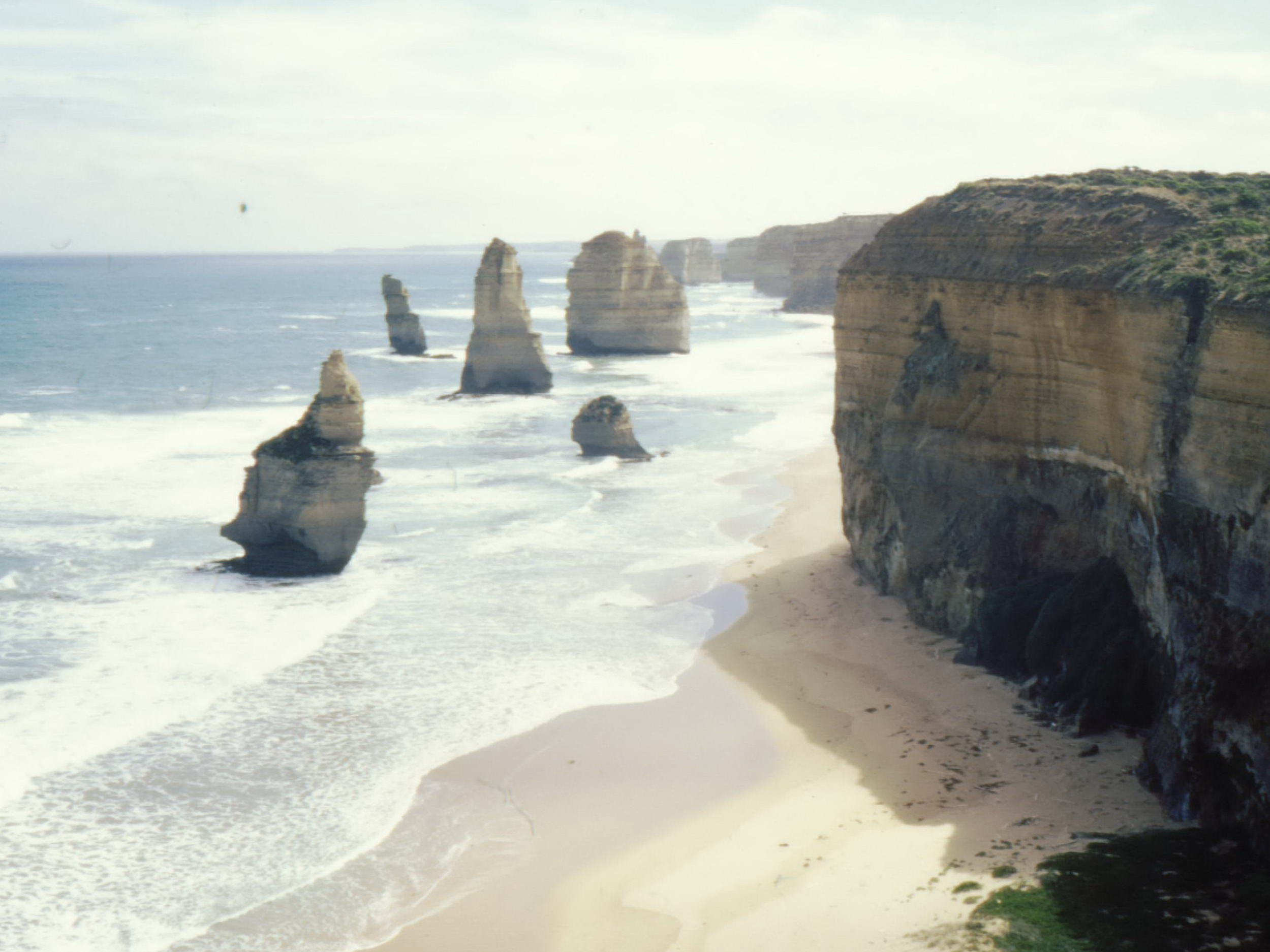
Stav v roce 2002

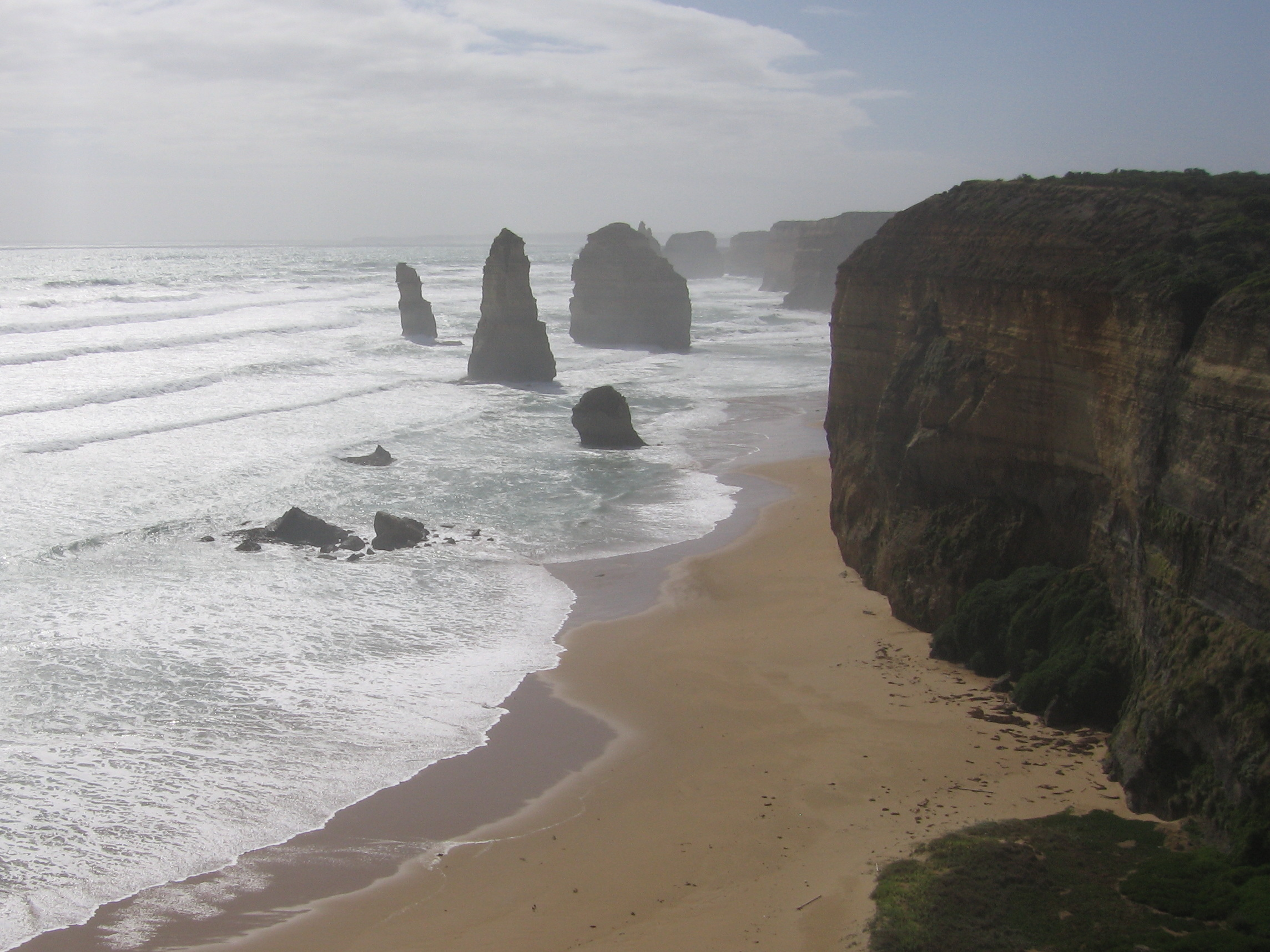
Po zřícení jedné ze skal (2012)

## Vznik a historie
Skály byly vytvořeny erozí, která je formuje již přibližně 10-20 milionů let. Oceán a extrémní počasí vytvořily ve vápenci jeskyně, jejichž klenby se po čase zřítily a daly vzniknout těmto unikátním až padesátimetrovým výčnělkům z moře. Do roku 1922 byly skály známy pod jménem prasnice a selátka (Sow and Piglets), kvůli turistům byl ovšem přírodní úkaz přejmenován. V roce 2002 se zřítila v důsledku eroze jedna z padesátimetrových skal, což výrazně poznamenalo vzhled turistické atrakce. Eroze způsobuje úbytek vápence přibližně 2 cm za rok, nicméně očekává se, že v budoucnosti příboj vytvoří opět nové skály zformováním útesů na pobřeží. 
Skalní ostrovy jedním z řady jiných skalních útvarů na jižním australském pobřeží, mezi něž patří např. Pudding Basin Rock, Loch Ard Gorge nebo London Arch.